# Kyle Kirkwood
Kyle MacLean Kirkwood (Jupiter, 19 ottobre 1998) è un pilota automobilistico statunitense, vincitore nel 2017 della Formula 4 statunitense, nel 2018 della Formula 3 americana, nel 2019 vince il campionato Indy Pro 2000 e nel 2021 la Indy Lights. Dal 2022 passa alla IndyCar con il team A.J. Foyt Enterprises per poi passare all'Andretti Autosport.

## Carriera

### Kart e formule minori
Kirkwood inizia a fare kart in giovane età. Nel corso della sua carriera di karting ha accumulato diversi titoli, tra cui il campionato AM Engines Formula Tag Junior nel 2012, lo SKUSA SuperNationals XVII - S5 Junior championship nel 2013 e le vittorie consecutive al Florida Winter Tour nel 2015 e nel 2016.
Nel 2015, Kirkwood ha fatto il suo debutto in monoposto nel campionato di F1600 con il team Chastain Motorsport. Conquista la vittoria nella gara d'apertura della stagione ad Atlanta. Partecipa solo a sei gare nella categoria e conquista un altro podio, finendo sedicesimo in classifica finale.
Nel 2016 partecipa alla Formula 4 statunitense con il team Primus Racing con il team Honda. Conquista diversi podi con una vittoria sul Circuito di Mid-Ohio, finendo terzo nella classifica finale. Nel 2017 continua nella Formula 4 ma passa al team Cape Motorsports. Ottiene nove vittorie tra le quali la tripletta a Indianapolis, vincendo così il campionato con più del doppio dei punti sul secondo.

### Indy Road
Nel 2018 partecipa al campionato di Formula 3 americana con il team Abel Motorsport e al campionato monomarca della Mazda, USF2000. Kirkwood li vince entrambi, conquistando quindici vittorie nel primo e dodici nel secondo. Kirkwood passa alla Indy Pro 2000 con il team RP Motorsport. Ottiene le sue prime vittorie a Road America, dalla seconda gara a Toronto in poi Kirkwood domina la stagione, vincendo il campionato dopo la gara di Laguna Seca.
Nel dicembre del 2019 lo statunitense viene scelto dal team Andretti Autosport per la stagione 2020 della Indy Lights, ma in seguito, causa la pandemia di COVID-19, la stagione viene cancellata.
Dopo un anno di pausa, corre con Andretti nella stagione 2021 della Indy Lights. A St. Petersburg conquista la sua prima pole e la sua prima vittoria nella categoria. Si ripete vincendo entrambe le gare sul Circuito di Detroit davanti a Linus Lundqvist e la prima gara a Road America davanti a Benjamin Pedersen. Nel weekend successivo a Mid-Ohio conquista altre due vittorie, si ripete anche a Laguna Seca conquistando la vittoria in entrambe le due gare. Chiude la stagione con dieci vittorie, vincendo così il titolo con tredici punti di vantaggio su David Malukas.

### Formula E
Nel febbraio 2020, Kirkwood partecipa ai test rookie a Marrakech con BMW i Andretti Motorsport.

### IndyCar

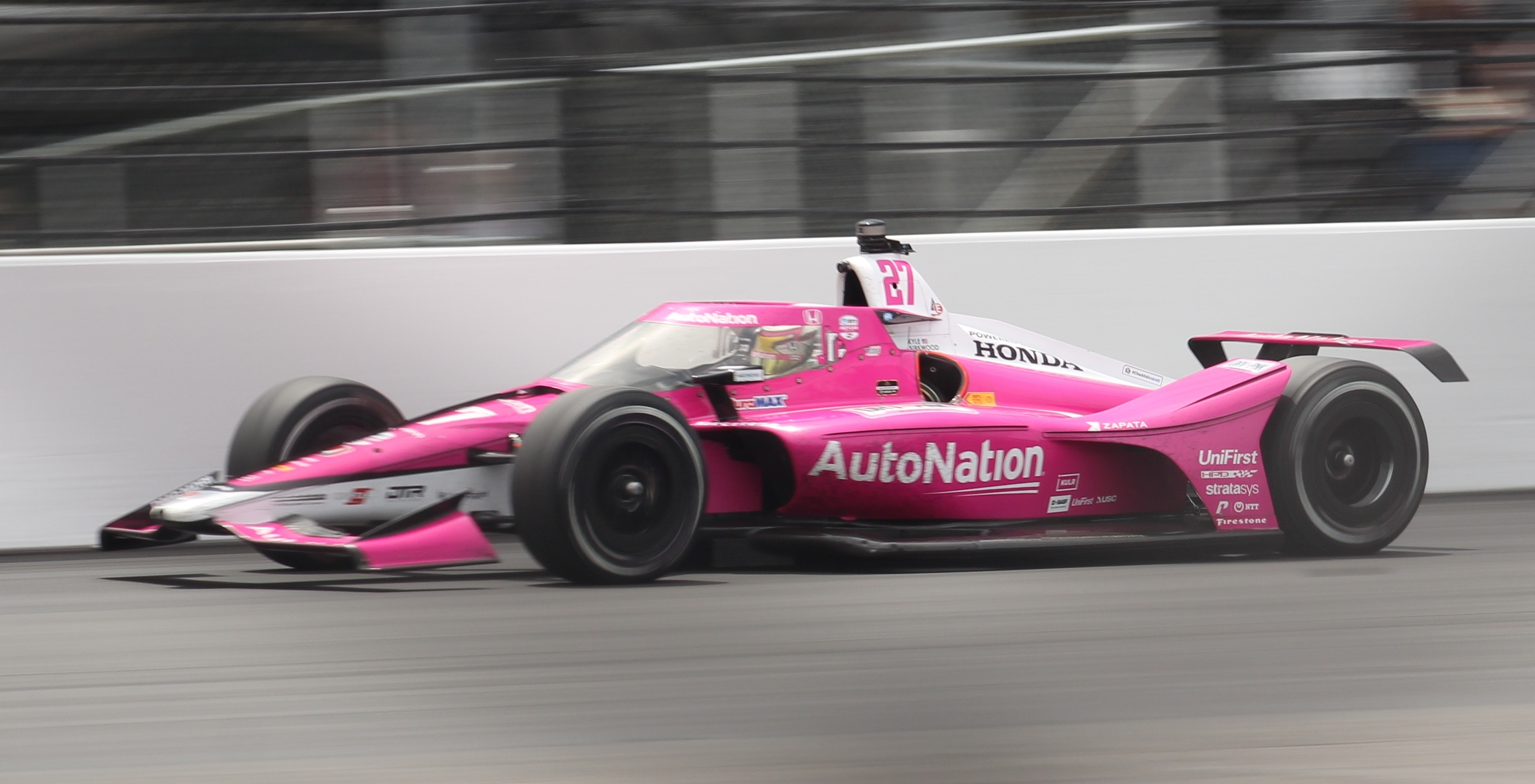
Kirkwood durante la 500 Miglia di Indianapolis 2023

Dopo aver vinto il campionato di Indy Lights, Kirkwood partecipa con Devlin DeFrancesco ai suoi primi test alla guida di una vettura IndyCar con il team Andretti Autosport. Il 9 novembre di quell'anno arriva l'ufficialità del suo passaggio nella massima serie americana dal 2022 con la vettura numero 14 del team A.J. Foyt Enterprises.
Nel giugno del 2022 dopo la 500 Miglia di Indianapolis il team Andretti ufficializza Kirkwood per la stagione 2023 sulla vettura numero 27 al posto di Alexander Rossi. A Long Beach ottiene la sua prima vittoria nella serie davanti a Romain Grosjean. La sua seconda vittoria arriva ancora su un circuito cittadino, quello di Nashville, dopo una lunga gara decisa nel finale su Scott McLaughlin.

## Risultati

### Riassunto della carriera
| Stagione | Serie               | Team                   | Gare | Vittorie | Pole | GPV | Podi | Punti | Pos. |
| -------- | ------------------- | ---------------------- | ---- | -------- | ---- | --- | ---- | ----- | ---- |
| 2015     | F1600 serie         | Chastain Motorsports   | 7    | 1        | 0    | 1   | 2    | 181   | 16°  |
| 2016     | Formula 4 USA       | Primus Racing          | 15   | 1        | 1    | 1   | 9    | 183   | 3°   |
| 2017     | Formula 4 USA       | Cape Motorsports       | 20   | 9        | 6    | 10  | 15   | 345   | 1°   |
| 2018     | Formula 3 Americana | Abel Motorsports       | 17   | 15       | 5    | 15  | 16   | 405   | 1°   |
| 2018     | U.S. F2000 National | Cape Motorsports       | 14   | 12       | 5    | 6   | 13   | 374   | 1°   |
| 2019     | Indy Pro 2000       | RP Motorsport Racing   | 16   | 9        | 5    | 7   | 11   | 419   | 1°   |
| 2019     | Euroformula Open    | RP Motorsport Racing   | 2    | 0        | 0    | 0   | 0    | 0     | NC†  |
| 2020     | IMSA - GTD          | AIM Vasser Sullivan    | 2    | 0        | 0    | 0   | 0    | 42    | 37°  |
| 2021     | Indy Lights         | Andretti Autosport     | 20   | 10       | 7    | 10  | 14   | 537   | 1°   |
| 2021     | IMSA - GTD          | Vasser Sullivan Racing | 3    | 0        | 1    | 0   | 0    | 738   | 20°  |
| 2022     | IndyCar Series      | A.J. Foyt Enterprises  | 17   | 0        | 0    | 0   | 0    | 183   | 24°  |
| 2022     | IMSA - GTD Pro      | Vasser Sullivan Racing | 3    | 1        | 0    | 0   | 1    | 999   | 9°   |
| 2022     | IMSA - GTD          | Vasser Sullivan Racing | 1    | 1        | 0    | 0   | 1    | 385   | 43°  |
| 2023     | IndyCar Series      | Andretti Autosport     | 17   | 2        | 1    | 1   | 2    | 352   | 11º  |
| 2023     | IMSA - GTD Pro      | Vasser Sullivan Racing | 2    | 0        | 1    | 0   | 1    | 617   | 13º  |
| 2023     | IMSA - GTD          | Vasser Sullivan Racing | 1    | 0        | 0    | 0   | 0    | 284   | 50º  |

* Stagione in corso.

### Risultati Indy Lights
| Anno | Team                | 1     | 2     | 3     | 4     | 5     | 6     | 7     | 8     | 9     | 10     | 11    | 12    | 13    | 14    | 15    | 16    | 17    | 18    | 19    | 20    | Punti | Pos. |
| ---- | ------------------- | ----- | ----- | ----- | ----- | ----- | ----- | ----- | ----- | ----- | ------ | ----- | ----- | ----- | ----- | ----- | ----- | ----- | ----- | ----- | ----- | ----- | ---- |
| 2021 | Global Racing Group | ALA 9 | ALA 5 | STP 1 | STP 2 | IMS 4 | IMS 4 | DET 1 | DET 1 | ROA 1 | ROA 12 | MOH 1 | MOH 1 | GAT 2 | GAT 2 | POR 2 | POR 1 | LAG 1 | LAG 1 | MOH 1 | MOH 5 | 537   | 1°   |

### Risultati IMSA
| Anno    | Team                   | Classe  | Auto           | Motore              | 1      | 2     | 3   | 4   | 5     | 6     | 7     | 8   | 9     | 10  | 11     | 12     | Punti | Pos. |
| ------- | ---------------------- | ------- | -------------- | ------------------- | ------ | ----- | --- | --- | ----- | ----- | ----- | --- | ----- | --- | ------ | ------ | ----- | ---- |
| 2020    | AIM Vasser Sullivan    | GTD     | Lexus RC F GT3 | Lexus 5.0 L V8      | DAY    | DAY   | SEB | ELK | VIR   | ATL   | MDO   | CLT | PET 8 | LGA | SEB 12 |        | 42    | 37º  |
| 2021    | Vasser Sullivan Racing | GTD     | Lexus RC F GT3 | Lexus 5.0 L V8      | DAY 16 | SEB 7 | MDO | DET | WGL 6 | WGL   | LIM   | ELK | LGA   | LBH | VIR    | PET 15 | 898   | 29º  |
| 2022    | Vasser Sullivan Racing | GTD     | Lexus RC F GT3 | Toyota 2UR 5.0 L V8 | DAY 4  | SEB   | LBH | LGA | HDO   | DET 1 | WGL 4 | MOS | CTM   | ROA | VIR    | PET 1  | 999   | 9º   |
| 2022    | Vasser Sullivan Racing | GTD Pro | Lexus RC F GT3 | Toyota 2UR 5.0 L V8 | DAY 4  | SEB   | LBH | LGA | HDO   | DET 1 | WGL 4 | MOS | CTM   | ROA | VIR    | PET 1  | 999   | 9º   |
| 2023    | Vasser Sullivan Racing | GTD     | Lexus RC F GT3 | Toyota 2UR 5.0 L V8 | DAY 5  | SEB 2 | LBH | LGA | WGL   | MOS   | LIM   | ROA | VIR   | IMS | PET 8  |        | 617   | 13º  |
| 2023    | Vasser Sullivan Racing | GTD Pro | Lexus RC F GT3 | Toyota 2UR 5.0 L V8 | DAY 5  | SEB 2 | LBH | LGA | WGL   | MOS   | LIM   | ROA | VIR   | IMS | PET 8  |        | 617   | 13º  |
| Legenda |                        |         |                |                     |        |       |     |     |       |       |       |     |       |     |        |        |       |      |

### IndyCar Series
| Anno | Squadra               | Telaio       | Motore    | 1      | 2      | 3      | 4      | 5      | 6       | 7      | 8      | 9      | 10     | 11     | 12     | 13     | 14     | 15     | 16     | 17     | Punti | Pos. |
| ---- | --------------------- | ------------ | --------- | ------ | ------ | ------ | ------ | ------ | ------- | ------ | ------ | ------ | ------ | ------ | ------ | ------ | ------ | ------ | ------ | ------ | ----- | ---- |
| 2022 | A.J. Foyt Enterprises | Dallara DW12 | Chevrolet | STP 18 | TXS 25 | LBH 10 | ALA 22 | IMS 26 | INDY 17 | DET 24 | ROA 20 | MDO 26 | TOR 22 | IOW 15 | IOW 25 | IMS 23 | NSH 19 | MAD 17 | POR 13 | LAG 21 | 183   | 24º  |
| 2023 | Andretti Autosport    | Dallara DW12 | Honda     | STP 15 | TXS 27 | LBH 1  | ALA 12 | IMS 14 | INDY 28 | DET 6  | ROA 9  | MDO 17 | TOR 15 | IOW 7  | IOW 11 | NSH 1  | IMS 9  | MAD 15 | POR 10 | LAG 25 | 352   | 11º  |
| 2024 | Andretti Autosport    | Dallara DW12 | Honda     | STP 10 | LBH 7  | ALA 10 | IMS 11 | INDY 7 | DET 4   | ROA 5  | LAG 5  | MDO 8  | IOW 7  | IOW 16 | TOR 2  | GAT 22 | POR 10 | MIL 12 | MIL 8  | NSH 4  | 420   | 7º   |
| 2025 | Andretti Autosport    | Dallara DW12 | Honda     | STP 5  | THE 8  | LBH 1  | ALA 11 | IMS 8  | INDY 6  | DET    | GAT    | ROA    | MDO    | IOW    | IOW    | TOR    | LAG    | POR    | MIL    | NSH    | 180*  |      |

* Stagione in corso.